# Sectorul 3
Sectorul 3 este un sector în București, situat în partea de est a municipiului, cuprins între sectoarele 2 și 4.

## Delimitare
Delimitarea sectorului 3:
Începând de la intersecția B-dul. Republicii și B-dul. Gheorghe Gheorghiu-Dej cu Calea Victoriei
- Limita de nord: B-dul. Republicii până la B-dul. Hristo Botev, B-dul. Hristo Botev (ambele inclusiv) până la Str. Negustori, Str. Negustori până la intersecția cu Str. Mântuleasa, Str. Mântuleasa până la Str. Romulus, Str. Romulus (toate exclusiv) până la Calea Călărași, Calea Călărași până la intersecția cu Șos. Mihai Bravu, P-ța Muncii, în continuare B-dul. Muncii până la Str. Morarilor, Str. Morarilor (exclusiv) până la intersecția cu Șos. Vergului, Șos. Vergului (exclusiv) până la Șos. Pantelimon, Șos. Pantelimon (exclusiv) până la râul Colentina, pe firul râului Colentina până la Str. Peleș (toate inclusiv)
- Limita de est: Str. Peleș (inclusiv), pasajul C.F.R. gara Cățelu, pe linia căii ferate București-Oltenita,  Str. Ghețu Anghel până la limita de nord a satului Cățelu, comuna Glina. De aici urmează limita de nord a satului Cățelu până la B-dul. Ion Sulea, pe limita de est a  autobazei R.A.T.B., pe limita de sud a acestei autobaze și a bazei de producție a Ministerului Construcțiilor , de unde printr-o linie convențională spre sud, limita se înscrie până la râul Dâmbovița.
- Limita de sud: urmează firul râului Dâmbovița până la P-ța Națiunilor Unite (exclusiv).
- Limita de vest: Calea Victoriei (inclusiv) până la intersecția acesteia cu B-dul. Gheorghe Gheorghiu-Dej și B-dul Republicii.

## Date geografice și demografice
Date geografice și demografice: 
 Suprafața sectorului 3 – 35 km2 Populația sectorului –473.114 locuitori    
Număr străzi: Administrate de Primaria Municipiului București
- 78 de artere și mari bulevarde

Administrate de Primaria Sectorului 3
- 659 de strazi și 790 alei dintre blocuri

Resurse instituționale: 1) În Sectorul 3 sunt 74 de unități școlare dintre care:
- 21 de grădinițe cu personalitate juridică, acestea funcționează în 36 de corpuri de clădire - 6.008 preșcolari;
- 8 grădinițe în cadrul școlilor gimnaziale, ce funcționează în 12 corpuri de clădire - 1.240 de preșcolari;
- 29 de școli gimnaziale - 14.577 de elevi în clasele primare, 9.192 de elevi în clasele gimnaziale;
- o școală gimnazială specială - 199 de elevi;
- o școală gimnazială de arte;
- 14 licee și colegii - 840 de elevi la ciclul primar, 696 de elevi la ciclul gimnazial, 9.801 elevi la ciclul liceal.

2) 4 centre de informare 3) 5 spitale 4) 18 piete: 11 piete private, 7 publice   Parcuri – 131 ha  
- Parcul Titan – Balta Albă – 48 ha
- Alexandru Ioan Cuza – 39 ha
- Pantelimon – 33 ha
- Titanii – 6 ha
- Gheoghe Petrașcu – 3 ha
- Constatin Brâncuși – 1 ha
- Sf. Gheorghe Nou – 1 ha

## Politică
Primarul sectorului 3 este Robert Negoiță, ales din partea Alianței PSD-PNL. Consiliul Local al Sectorului 3 este format din 31 de consilieri, cu următoarea compoziție bazată pe partid politic, după alegerile locale din 2024:
| Partid | Partid                                       | Consilieri | Componența Consiliului | Componența Consiliului | Componența Consiliului | Componența Consiliului | Componența Consiliului | Componența Consiliului | Componența Consiliului | Componența Consiliului | Componența Consiliului | Componența Consiliului | Componența Consiliului | Componența Consiliului | Componența Consiliului | Componența Consiliului |
| ------ | -------------------------------------------- | ---------- | ---------------------- | ---------------------- | ---------------------- | ---------------------- | ---------------------- | ---------------------- | ---------------------- | ---------------------- | ---------------------- | ---------------------- | ---------------------- | ---------------------- | ---------------------- | ---------------------- |
|        | Alianța PSD-PNL                              | 14         |                        |                        |                        |                        |                        |                        |                        |                        |                        |                        |                        |                        |                        |                        |
|        | ADU                                          | 11         |                        |                        |                        |                        |                        |                        |                        |                        |                        |                        |                        |                        |                        |                        |
|        | AUR                                          | 3          |                        |                        |                        |                        |                        |                        |                        |                        |                        |                        |                        |                        |                        |                        |
|        | Alianța REPER-SENS-URS-PDF pentru Sectorul 3 | 3          |                        |                        |                        |                        |                        |                        |                        |                        |                        |                        |                        |                        |                        |                        |